# Barleria argentea
Barleria argentea är en akantusväxtart som beskrevs av Isaac Bayley Balfour. Barleria argentea ingår i släktet Barleria och familjen akantusväxter. Inga underarter finns listade i Catalogue of Life.